# William Evelyn Cameron
William Evelyn Cameron (Petersburg, 29 novembre 1842 – Contea di Louisa, 25 gennaio 1927) è stato un politico statunitense.

## Biografia
Fu il trentanovesimo governatore della Virginia. I suoi genitori furono Walker Anderson e Cameron Elizabeth Walker Page Cameron. Frequentò le scuole locali e un'accademia militare a Hillsboro, nello stato del Nord Carolina.
Il 1º ottobre 1868 sposò Louisa Clarinda Egerton (1846-1908). La coppia ebbe tre figli. Durante la guerra di secessione americana combatté nelle Forze armate degli Stati Confederati d'America. Alla sua morte il corpo venne seppellito nel Blandford Cemetery a Petersburg.